# アメアスポーツコーポレーション

企業ロゴ

アメアスポーツ（フィンランド語: Amer Sports Oyj)は、フィンランド・ヘルシンキに本社を置く、スポーツ用品・関連機器の総合企業である。現在7つのスポーツブランドを傘下とし、ワールドワイド展開している。親会社は中国の安踏体育用品。

## 保有ブランド
- ウイルソン（スポーツ用品、本社アメリカ合衆国）
- アークテリクス（アウトドア用品、本社カナダ）
- アトミック（ウィンタースポーツ用品、本社オーストリア）
- サロモン（マウンテンスポーツ用品、本社フランス）
- スント（スポーツウォッチ・ダイビング製品、本社フィンランド）
- プリコー（フィットネス機器、本社アメリカ合衆国）
- アルマダ（スキー関連商品、本社アメリカ合衆国）

## 日本法人
日本法人「アメアスポーツジャパン株式会社」は1985年に設立、製品の輸入・販売のほか、日本市場に適合した製品の開発および製造を行っている。東京（新宿イーストサイドスクエア）に本社を持つ。

## 沿革
- 1950年 アメア グループ設立
- 1960年 スポーツ事業部を設立
- 1989年 ウイルソン スポーティング グッズ カンパニーに資本参加
- 1994年 アトミックに資本参加
- 1997年 アメアはスポーツ用品ビジネスに注力することを決断
- 1999年 アウトドア及びダイビング用品機器メーカー、スントに資本参加
- 2000年 アメアグループは新社名“アメアスポーツ”を発表
- 2002年 フィットネス機器ブランド、プリコーに資本参加
- 2005年 アメア グループからアメア スポーツ コーポレーションに名称変更
- 2019年 中国のスポーツウエアメーカーの安踏体育用品による買収完了[2]。マヴィックを米国のプライベートファンドのRegentに売却[3]